# Rise Up! Shteyt Oyf!
Pour les articles homonymes, voir Rise Up.
Albums de The Klezmatics
The Well Brother Moses Smote the Water
Rise Up! Shteyt Oyf! est le sixième album du groupe de musique klezmer, The Klezmatics, sorti le 13 mai 2003 sur le label Rounder/Umgd.

## Titres de l'album
1. Klezmorimlekh Mayne Libinke (Beloved Klezmorim, My Dear Ones)
2. Kats Un Moyz (Cat and Mouse)
3. Loshn-Koydesh (Holy Tongues)
4. Tepel
5. I Ain't Affraid
6. Di Gayster (Ghosts)
7. Yo Riboyn Olam (God, Master of This Universe)
8. Bulgars #2 (Tantsn Un Shpringen)
9. Barikadn (Barricades)
10. Davenen (Prayer)
11. St. John's Nign
12. Hevl Iz Havolim (Vanity Is Vanities)
13. Makht Oyf (Open Up)
14. Perets-Tants
15. I Ain't Affraid (English Edit)